# کرم‌ها ۴: آشوب
کرم‌ها ۴: آشوب (به انگلیسی: Worms 4: Mayhem) یک بازی رایانه‌ای به سبک استراتژی است که توسط تیم۱۷ توسعه یافته و به‌وسیلهٔ کدمسترز در سال ۲۰۰۵ برای کنسول‌های پلی‌استیشن ۲ و اکس‌باکس و سیستم عامل مایکروسافت ویندوز روانه بازار شده‌است.

## داستان
داستان از دانشگاه Worminkle شروع می‌شود که یک تیم از کِرم‌ها تحت آموزش پروفسور Worminkle قرار می‌گیرند و شیوه استفاده از سلاح‌های مختلف را می‌آموزند. پروفسور تیم را به مأموریت نفوذ در ساختمان‌های دشمن و تخریب آن‌ها می‌فرستد. جهت فرار از مأموران دولتی، پروفسور به همراه تیم با ماشین زمان به قرون وسطی برمی‌گردند. اما ماشین زمان آسیب می‌بیند و آنها مورد حمله شوالیه‌ها و جادوگرها قرار می‌گیرند. آن‌ها با جنگیدن راه خود را باز کرده و به غرب وحشی می‌روند تا برای ماشین زمان سوخت (طلای مذاب) تهیه کنند. آنها با Boggy the kid و علی بابون و زیردستانش که در عربستان قدیم الماس‌های ملکه را دزدیده، مبارزه می‌کنند تا با الماس، تعادل جهت‌یابی ماشین زمان را برگردانند.
پروفسور ماشین زمان را تعمیر می‌کند اما تصادفی نامه‌ای روی زمین می‌افتد. تیم نامه را می‌خوانند و متوجّه می‌شوند دولت می‌خواسته آزمایشگاه جدیدی را برای جایگزین کردن دانشگاه Worminkle بسازد. وُرمینکل به سرعت نامه را از تیم پس گرفته و به سفر با تیم ادامه می‌دهد؛ امّا پس از توقف در دوره ماقبل تاریخ، پروفسور به تیم خیانت کرده و می‌گوید از آنها به عنوان بخشی از نقشه فرار خود از دولت استفاده کرده‌است. با قصد جا گذاشتن آنها در عصر حجر، فرار می‌کند اما با یک کوه برخورد می‌کند. با هدف گرفتن پروفسور، تیم راه خود را با جنگیدن با کرم‌های غارنشین، و داینوکِرم‌ها (Dinoworms) باز می‌کنند. بعد از رسیدن به پروفسور، با دانستن خیانت او، تیم ماشین زمان را می‌دزدند و به زمان حال برمی‌گردند و پروفسور را در عصر حجر در حالی که وحشت زده و برای همیشه در آنجا گیر افتاده رها می‌کنند.